# Aristolochia amara
Aristolochia amara är en piprankeväxtart som först beskrevs av Jean Baptiste Christophe Fusée Aublet, och fick sitt nu gällande namn av O. Poncy. Aristolochia amara ingår i släktet piprankor, och familjen piprankeväxter. Inga underarter finns listade i Catalogue of Life.